# Harini Amarasuriya
Harini Nireka Amarasuriya (Galle, 6 de março de 1970) é uma socióloga, acadêmica, ativista e política do Sri Lanka que atua como primeira-ministra do Sri Lanka desde 2024.
Depois de passar uma década como acadêmica na Open University of Sri Lanka, onde se envolveu com a Federation of University Teachers' Association em ações sindicais; Amarasuriya foi nomeada pelo partido National People's Power (NPP) como sua Membro da Lista Nacional do Parlamento em 2020.
Ela foi nomeada primeira-ministra do Sri Lanka em setembro de 2024, nomeada simultaneamente como ministra interina da justiça, saúde, mulheres, educação, comércio e indústrias no primeiro gabinete Dissanayake. Ela é a terceira mulher a ocupar o cargo de primeira-ministra do Sri Lanka, depois de Sirimavo Bandaranaike e sua filha Chandrika Kumaratunga. Amarasuriya foi renomeada como primeira-ministra após a vitória esmagadora do NPP nas eleições parlamentares do Sri Lanka de 2024, nas quais recebeu 655.289 votos, o segundo maior número já obtido por um candidato na história eleitoral parlamentar do Sri Lanka.